# 愛ノ詩 -マジェンタレイン-
「愛ノ詩 -マジェンタレイン-」（あいのうた マジェンタレイン）は、相川七瀬24枚目のシングル。2004年1月21日発売。

## 解説
アルバム『7 seven』先行シングル。前作「R-指定」に続き、岡野ハジメプロデュース作品。

## 収録曲
作詞：相川七瀬
1. 愛ノ詩 -マジェンタレイン-
  - 作曲：高田由紀子　編曲：Pixy & Brownnie、岡野ハジメ
2. ダリア -She Knows Love-
  - 作曲：室姫深　編曲：室姫深・岡野ハジメ
3. 桜のレクイエム
  - 作曲：さくままこと　編曲：武部聡志

## 収録アルバム
愛ノ詩 -マジェンタレイン-
- 7 seven
- NANASE AIKAWA BEST ALBUM "ROCK or DIE"（メモリアル盤のみ）

ダリア -She Knows Love-
- 7 seven